# Jenny Holmlund
Jenny Holmlund, född 31 mars 1970 i Umeå, är svensk illustratör, författare och serietecknare.
Hon tillhörde den allra första kullen som utbildades vid Serietecknarskolan i Malmö 1999/2000. 
Jenny Holmlund är bosatt i Malmö.